# Elecciones municipales de Cajamarca de 2018
Las elecciones municipales de Cajamarca de 2018 se llevaron a cabo el 7 de octubre de 2018 para elegir al alcalde y al Concejo Provincial de Cajamarca para el periodo 2019-2022. La elección se celebró simultáneamente con elecciones regionales y municipales (provinciales y distritales) en todo el Perú.
Como resultado de esta elección, Víctor Villar Narro, candidato del Frente Regional de Cajamarca, obtuvo el 23.45% de votos válidos y resultó electo como alcalde provincial de Cajamarca.

## Sistema electoral
La Municipalidad Provincial de Cajamarca es el órgano administrativo y de gobierno de la provincia de Cajamarca. Está compuesta por el alcalde y el Concejo Provincial.
La votación del alcalde y el concejo se realiza en base al sufragio universal, que comprende a todos los ciudadanos nacionales mayores de dieciocho años, empadronados y residentes en la provincia de Cajamarca y en pleno goce de sus derechos políticos, así como a los ciudadanos no nacionales residentes y empadronados en la provincia de Cajamarca. No hay reelección inmediata de alcaldes.
El Concejo Provincial de Cajamarca está compuesto por 13 regidores elegidos por sufragio directo para un período de cuatro (4) años, en forma conjunta con la elección del alcalde (quien lo preside). La votación es por lista cerrada y bloqueada. Se asigna a la lista ganadora los escaños según el método d'Hondt o la mitad más uno, lo que más le favorezca.

## Composición del Concejo Provincial de Cajamarca
La siguiente tabla muestra la composición del Concejo Provincial de Cajamarca antes de las elecciones.
| Partidos | Partidos                                     | Regidores |
| -------- | -------------------------------------------- | --------- |
|          | Fuerza Popular                               | 8         |
|          | Lista Independiente N° 3 Cajamarca en Acción | 2         |
|          | Frente Amplio                                | 2         |
|          | Frente Regional de Cajamarca                 | 1         |

## Partidos y candidatos
A continuación se muestra una lista de los principales partidos y alianzas electorales que participaron en las elecciones:
| Candidatura | Candidatura | Partidos y alianzas                               | Candidato | Candidato                 | Ideología                                                 | Resultado previo | Resultado previo | Ref.  |
| Candidatura | Candidatura | Partidos y alianzas                               | Candidato | Candidato                 | Ideología                                                 | Votos (%)        | Reg.             | Ref.  |
| ----------- | ----------- | ------------------------------------------------- | --------- | ------------------------- | --------------------------------------------------------- | ---------------- | ---------------- | ----- |
|             | FA          | Lista - Frente Amplio (FA)                        |           | Wilson Hernández Briceño  | Socialismo Ecologismo Descentralización                   | 14.22%           | 2                | [ 3 ] |
|             | FRC         | Lista - Frente Regional de Cajamarca (FRC)        |           | Víctor Villar Narro       | Regionalismo cajamarquino                                 | 7.89%            | 1                | [ 3 ] |
|             | APRA        | Lista - Partido Aprista Peruano (APRA)            |           | Wilson Yumbato Rojas      | Aprismo                                                   | 2.82%            | 0                | [ 3 ] |
|             | APP         | Lista - Alianza para el Progreso (APP)            |           | Sergio Sánchez Ibáñez     | Conservadurismo liberal Populismo de derecha              | 2.39%            | 0                | [ 3 ] |
|             | SU          | Lista - Siempre Unidos (SU)                       |           | Víctor Vargas Vargas      | Partido atrapalotodo                                      | 2.16%            | 0                | [ 3 ] |
|             | UPP         | Lista - Unión por el Perú (UPP)                   |           | Teodoro Palomino Ríos     | Etnocacerismo Nacionalismo de izquierda Ultranacionalismo | 1.05%            | 0                | [ 3 ] |
|             | AP          | Lista - Acción Popular (AP)                       |           | Eduardo Quiroz Rojas      | Partido atrapalotodo                                      | Nuevo            | Nuevo            | [ 3 ] |
|             | Frepap      | Lista - Frente Popular Agrícola del Perú (Frepap) |           | Américo Rimache Lozano    | Israelismo Fundamentalismo cristiano Populismo            | Nuevo            | Nuevo            | [ 3 ] |
|             | SP          | Lista - Somos Perú (SP)                           |           | Jesús Julca Diaz          | Democracia cristiana Conservadurismo social               | Nuevo            | Nuevo            | [ 3 ] |
|             | RN          | Lista - Restauración Nacional (RN)                |           | Rosa Silva Cayatopa       | Liberalismo económico Humanismo cristiano Evangelismo     | Nuevo            | Nuevo            | [ 3 ] |
|             | AvP         | Lista - Avanza País (AvP)                         |           | Ruperto Becerra Vásquez   | Conservadurismo liberal Liberalismo clásico               | Nuevo            | Nuevo            | [ 3 ] |
|             | PN          | Lista - Perú Nación (PN)                          |           | Miguel Rojas Meléndez     | Conservadurismo social Democracia cristiana               | Nuevo            | Nuevo            | [ 3 ] |
|             | PP          | Lista - Podemos por el Progreso del Perú (PP)     |           | Rubén Vílchez Cerna       | Conservadurismo social Populismo Nacionalismo             | Nuevo            | Nuevo            | [ 3 ] |
|             | MAS         | Lista - Movimiento de Afirmación Social (MAS)     |           | César Plasencia Fernández | Regionalismo cajamarquino Mariateguismo Ecosocialismo     | Nuevo            | Nuevo            | [ 3 ] |

## Sondeos de opinión
La siguiente tabla enumera las estimaciones de la intención de voto en orden cronológico inverso, mostrando las más recientes primero y utilizando las fechas en las que se realizó el trabajo de campo de la encuesta. Cuando se desconocen las fechas del trabajo de campo, se proporciona la fecha de publicación.
Leyenda:
     Sondeo realizado en el periodo de prohibición legal de la difusión de sondeos de intención de voto.

### Intención de voto
La siguiente tabla enumera las estimaciones ponderadas (sin incluir votos en blanco y nulos) de la intención de voto.
|                                |                |     |      |      |      |      |     |     |     |      |  |  |  |
| Elecciones municipales de 2018 | 7 oct 2018     | —   | 23.5 | 16.4 | 16.1 | 11.9 | 6.5 | 4.7 | 3.4 | 7.1  |  |  |  |
|                                |                |     |      |      |      |      |     |     |     |      |  |  |  |
| Ipsos Perú/América             | 7 oct 2018     | ?   | 23.4 | 17.1 | 14.4 | 10.7 | –   | –   | –   | 6.3  |  |  |  |
| Ipsos Perú/América             | 7 oct 2018     | ?   | 21.8 | 17.8 | 14.2 | 11.8 | –   | –   | –   | 4.0  |  |  |  |
| Klambp                         | 16–18 sep 2018 | 359 | 24.5 | 4.8  | 25.7 | 5.1  | 3.2 | 1.7 | 7.2 | 1.2  |  |  |  |
| Klambp                         | 14–16 ago 2018 | 359 | 23.6 | 3.6  | 35.7 | 4.2  | 2.3 | 1.6 | 5.5 | 12.1 |  |  |  |

### Preferencias de voto
La siguiente tabla enumera las preferencias de voto en bruto (incluyendo blancos, viciados y sin respuesta) y no ponderadas.
|                                |                |     |      |      |      |     |     |     |     |      |      |      |  |  |  |
| Elecciones municipales de 2018 | 7 oct 2018     | —   | 18.4 | 12.9 | 12.6 | 9.3 | 5.1 | 3.7 | 2.7 | 21.5 | –    | 7.1  |  |  |  |
|                                |                |     |      |      |      |     |     |     |     |      |      |      |  |  |  |
| Klambp                         | 16–18 sep 2018 | 359 | 24.0 | 4.7  | 25.1 | 5.0 | 3.1 | 1.7 | 7.0 | –    | 2.2  | 1.1  |  |  |  |
| Klambp                         | 14–16 ago 2018 | 359 | 20.1 | 3.1  | 30.4 | 3.6 | 2.0 | 1.4 | 4.7 | –    | 14.8 | 10.3 |  |  |  |

## Resultados

### Sumario general
|                        |                                           |              |              |              |           |           |
| Partidos y coaliciones | Partidos y coaliciones                    | Voto popular | Voto popular | Voto popular | Regidores | Regidores |
| Partidos y coaliciones | Partidos y coaliciones                    | Votos        | %            | +/−          | Total     | +/−       |
|                        | Frente Regional de Cajamarca (FRC)        | 39,627       | 23.45        | +15.56       | 8         | +7        |
|                        | Alianza para el Progreso (APP)            | 27,759       | 16.43        | +14.04       | 2         | +2        |
|                        | Somos Perú (SP)                           | 27,181       | 16.09        | n/a          | 2         | +2        |
|                        | Acción Popular (AP)                       | 20,028       | 11.85        | n/a          | 1         | +1        |
|                        | Movimiento de Afirmación Social (MAS)     | 11,057       | 6.54         | Nuevo        | 0         | ±0        |
|                        | Restauración Nacional (RN)                | 7,970        | 4.72         | n/a          | 0         | ±0        |
|                        | Podemos por el Progreso del Perú (PP)     | 5,819        | 3.44         | Nuevo        | 0         | ±0        |
|                        | Siempre Unidos (SU)                       | 5,672        | 3.36         | +1.20        | 0         | ±0        |
|                        | Avanza País (AvP)                         | 5,369        | 3.18         | Nuevo        | 0         | ±0        |
|                        | Unión por el Perú (UPP)                   | 5,014        | 2.97         | +1.92        | 0         | ±0        |
|                        | Partido Aprista Peruano (APRA)            | 4,781        | 2.83         | +0.01        | 0         | ±0        |
|                        | Frente Amplio (FA)                        | 3,821        | 2.26         | –11.96       | 0         | –2        |
|                        | Frente Popular Agrícola del Perú (Frepap) | 2,506        | 1.48         | n/a          | 0         | ±0        |
|                        | Perú Nación (PN)                          | 2,353        | 1.39         | Nuevo        | 0         | ±0        |
|                        |                                           |              |              |              |           |           |
| Total                  | Total                                     | 168,957      |              |              | 13        | ±0        |
|                        |                                           |              |              |              |           |           |
| Votos válidos          | Votos válidos                             | 168,957      | 78.55        | +0.20        |           |           |
| Votos en blanco        | Votos en blanco                           | 20,812       | 9.68         | –3.09        |           |           |
| Votos nulos            | Votos nulos                               | 25,334       | 11.78        | +2.90        |           |           |
| Votos emitidos         | Votos emitidos                            | 215,103      | 82.53        | –3.61        |           |           |
| Abstenciones           | Abstenciones                              | 45,524       | 17.47        | +3.61        |           |           |
| Votantes registrados   | Votantes registrados                      | 260,627      |              |              |           |           |
|                        |                                           |              |              |              |           |           |
| Fuente:                |                                           |              |              |              |           |           |

### Concejo Provincial de Cajamarca
| Cargo                            | Autoridad electa            | Partido político | Partido político             |
| -------------------------------- | --------------------------- | ---------------- | ---------------------------- |
| Alcalde Provincial de Cajamarca  | Víctor Villar Narro         |                  | Frente Regional de Cajamarca |
| Regidor Provincial de Cajamarca  | Segundo Portal Pizarro      |                  | Frente Regional de Cajamarca |
| Regidora Provincial de Cajamarca | Emma Chávez Salcedo         |                  | Frente Regional de Cajamarca |
| Regidor Provincial de Cajamarca  | Alexander Fernández Rabanal |                  | Frente Regional de Cajamarca |
| Regidora Provincial de Cajamarca | Olga Cueva Cacho            |                  | Frente Regional de Cajamarca |
| Regidor Provincial de Cajamarca  | Henry Alcántara Salazar     |                  | Frente Regional de Cajamarca |
| Regidor Provincial de Cajamarca  | José Tanta de la Cruz       |                  | Frente Regional de Cajamarca |
| Regidora Provincial de Cajamarca | Elisa Chávez Veintimilla    |                  | Frente Regional de Cajamarca |
| Regidora Provincial de Cajamarca | Lidia Herrera Chacón        |                  | Frente Regional de Cajamarca |
| Regidor Provincial de Cajamarca  | José Romero Rojas           |                  | Alianza para el Progreso     |
| Regidor Provincial de Cajamarca  | Raúl Llanos Sánchez         |                  | Alianza para el Progreso     |
| Regidor Provincial de Cajamarca  | Carlos Paredes Egúsquiza    |                  | Somos Perú                   |
| Regidor Provincial de Cajamarca  | Jorge Collantes Hoyos       |                  | Somos Perú                   |
| Regidor Provincial de Cajamarca  | Germán Estela Castro        |                  | Acción Popular               |

## Elecciones municipales distritales

### Sumario general
|         | Frente Regional de Cajamarca (FRC) | 4  | +3 |  |  |  |
|         | Alianza para el Progreso (APP)     | 2  | +2 |  |  |  |
|         | Somos Perú (SP)                    | 2  | +1 |  |  |  |
|         | Acción Popular (AP)                | 1  | ±0 |  |  |  |
|         | Frente Amplio (FA)                 | 1  | +1 |  |  |  |
|         | Cajamarca Siempre Verde            | 1  | ±0 |  |  |  |
|         | Partido Aprista Peruano (APRA)     | 0  | –1 |  |  |  |
|         |                                    |    |    |  |  |  |
| Total   | Total                              | 11 | ±0 |  |  |  |
|         |                                    |    |    |  |  |  |
| Fuente: |                                    |    |    |  |  |  |

### Resultados por distrito
La siguiente tabla enumera el control de los distritos de la provincia de Cajamarca. El cambio de mando de una organización política se resalta del color de ese partido.
| Distrito           | Alcalde(sa) titular          | Partido político | Partido político                | Alcalde(sa) electo(a)    | Partido político | Partido político             |
| ------------------ | ---------------------------- | ---------------- | ------------------------------- | ------------------------ | ---------------- | ---------------------------- |
| Asunción           | Juan Torres Rabanal          |                  | Partido Aprista Peruano         | Luis Villanueva Obando   |                  | Frente Regional de Cajamarca |
| Chetilla           | Augusto Iglesias Alegría     |                  | Frente Regional de Cajamarca    | Luis Dilas Mendoza       |                  | Frente Amplio                |
| Cospán             | Luciano Méndez Alcántara     |                  | Fuerza Popular                  | Próspero Gutiérrez Ruiz  |                  | Alianza para el Progreso     |
| Encañada           | Guillermo Huamán Díaz        |                  | Encañadinos en Acción           | Lifoncio Vera Sánchez    |                  | Alianza para el Progreso     |
| Jesús              | William Gálvez Azañero       |                  | Movimiento de Afirmación Social | Marco Ruiz Ortiz         |                  | Frente Regional de Cajamarca |
| Llacanora          | Wilder Quiliche Quiroz       |                  | Cajamarca Siempre Verde         | Jorge Lozano Mejía       |                  | Frente Regional de Cajamarca |
| Los Baños del Inca | Teodoro Palomino Ríos        |                  | Propuesta Vecinal               | Edilberto Aguilar Flores |                  | Somos Perú                   |
| Magdalena          | Marino Julca Chugnas         |                  | Acción Popular                  | Simeón Godoy Quiroz      |                  | Cajamarca Siempre Verde      |
| Matara             | Elmer Muñoz Pablo            |                  | Fuerza Social Cajamarca         | Wilmer Cieza Delgado     |                  | Frente Regional de Cajamarca |
| Namora             | Hermerejildo Escobal Cerquín |                  | Somos Perú                      | Juan Lobato Yarango      |                  | Acción Popular               |
| San Juan           | Edinson Terán Medina         |                  | Partido Popular Cristiano       | Artemio Lozano Vargas    |                  | Somos Perú                   |